# Kistanje
Kistanje – wieś w Chorwacji, w żupanii szybenicko-knińskiej, w gminie Kistanje. W 2011 roku liczyła 1909 mieszkańców.